# Mangala Narlikar
Mangala Narlikar (nata Mangala Rajwade; Bombay, 17 maggio 1943 – Pune, 17 luglio 2023) è stata una matematica indiana che svolse ricerche in matematica pura. Le sue principali aree di interesse furono l'analisi reale e complessa, la geometria analitica, la teoria dei numeri, l'algebra e la topologia. Dopo la laurea in matematica, lavorò inizialmente al Tata Institute of Fundamental Research (TIFR) di Mumbai e in seguito come docente presso l'Università di Bombay e Pune. Pubblicò numerosi libri e articoli in inglese e marathi su argomenti legati alla matematica. Fu la vincitrice del Vishwanath Parvati Gokhale Award 2002 per il suo libro Marathi Gargi Ajun Jeevant Aahe - गार्गी अजून जिवंत आहे.

## Biografia
Mangala Narlikar, nata a Bombay (all'epoca India britannica) nel 1943, studiò all'Università di Bombay, laureandosi nel 1962 e conseguendo un master nel 1964 in matematica. Vinse la Medaglia d'Oro del Cancelliere. Nel 1966 sposò Jayant Narlikar, un noto cosmologo e fisico. Hanno avuto tre figlie, Geeta, Girija e Leelavati, che hanno tutte intrapreso una carriera nel campo della scienza. La maggiore è professore di biochimica all'Università della California, a San Francisco, le altre due lavorano nel campo delle scienze informatiche.
Dal 1964 al 1966, Mangala Narlikar fu ricercatrice presso la Scuola di Matematica del Tata Institute of Fundamental Research (TIFR), Bombay. Dal 1967 al 1969 insegnò all'Università di Cambridge insieme al marito e dove dette alla luce due figlie.  Dal 1974 al 1980 è tornata alla Facoltà di Matematica del TIFR.
Avendo dato priorità alla vita familiare rispetto agli studi, come molte donne della sua generazione in India, conseguì il dottorato in matematica presso l'Università di Mumbai nel 1981, sedici anni dopo il suo matrimonio. Discusse sulla teoria analitica dei numeri. Scrisse: "La mia storia è forse una rappresentazione della vita di molte donne della mia generazione che sono ben istruite ma mettono ancora le responsabilità domestiche davanti alla loro carriera personale".
Dopo il dottorato, continuò la sua carriera presso la Scuola di Matematica del TIFR dal 1982 al 1985. Insegnò a intervalli regolari presso il Dipartimento di Matematica dell'Università di Pune dal 1989 al 2002 e al Centro Bhaskaracharya Pratishthan dal 2006 al 2010. Attraverso alcuni dei suoi libri tentò di divulgare e rendere la matematica interessante e accessibile.
Narlikar morì il 17 luglio 2023 all'età di 80 anni a Pune.

## Opere
Narlikar pubblicò numerosi articoli e libri scientifici tra cui:

### Articoli
- Theory of Sieved Integers, Acta Arithmetica
- On a theorem of Erdos and Szemeredi, Hardy Ramanujan Journal 1980
- On the Mean Square Value theorem of Hurwitz Zeta function, Proceedings of Indian Academy of Sciences 1981
- Hybrid mean Value Theorem of L-functions, Hardy Ramanujan Journal, 1986
- On orders solely of Abelian Groups,  Bulletin of London Mathematical Society, 1988
- Diversi articoli sulla matematica in Science Age, per creare interesse per la matematica tra i profani

### Libri
- Ganitachyaa Sopya Vata, libro in Marathi per gli studenti
- An Easy Access to Basic Mathematics, libro per gli studenti
- A Cosmic Adventure, traduzione di un libro di astronomia scritto dal prof. J. V. Narlikar